# حاجي حسن عليا
حاجي حسن عليا هي قرية في مقاطعة مياندوآب، إيران. عدد سكان هذه القرية هو 529 في سنة 2006.